# Sam Querrey

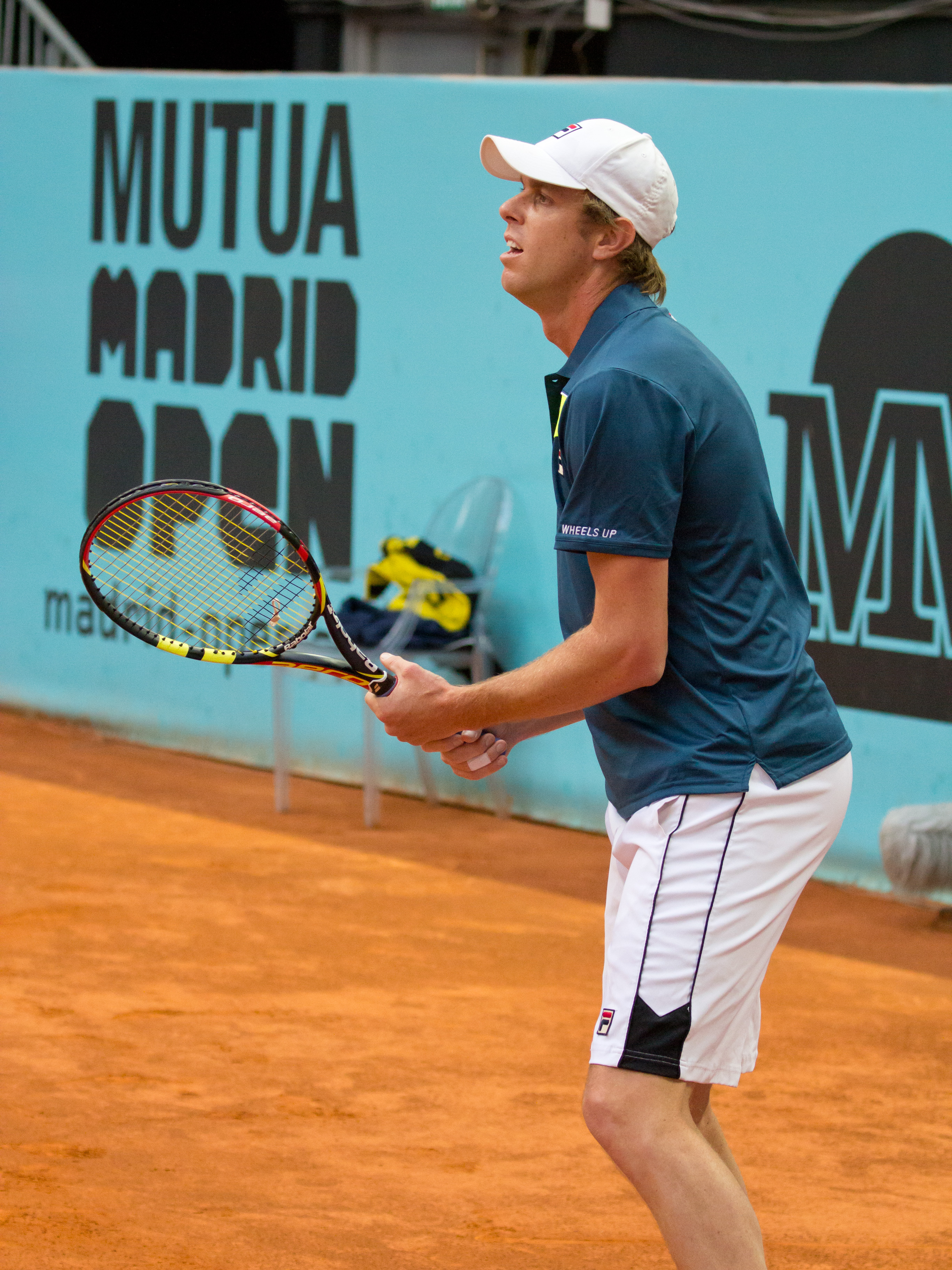
Sam Querrey.

Samuel Austin «Sam» Querrey (San Francisco, Estats Units, 7 d'octubre de 1987) és un jugador de pickleball professional i exjugador de tennis professional de tennis estatunidenc.
En el seu palmarès té deu títols individuals i cinc més en dobles masculins en el circuit ATP. Aquests resultats li van permetre arribar a l'onzè lloc del rànquing individual (2018) i 23è del rànquing de dobles (2010). Va arribar a disputar una final de Grand Slam en la modalitat de dobles mixts al US Open 2015. Va formar part de l'equip estatunidenc de Copa Davis en diverses ocasions arribant a les semifinals en tres edicions.
Destacat pel seu potent servei i la seua altura (1.98 metres). En el Torneig d'Indianapolis en 2007, connectà 10 punts directes de forma consecutiva en la seua victòria sobre James Blake en els quarts de final, establint un rècord per a l'Era Open. En 2008 arribà a la seua primera final d'ATP i el seu primer títol al derrotar el sud-africà Kevin Anderson en la definició del Torneig de Las Vegas. Aquest 2009 arribà a 5 finals de tornejos ATP on aconseguí guanyar solament una final. Per a l'Obert dels Estats Units de 2009 serà el segon jugador millor ranquejat dels Estats Units després d'Andy Roddick.

## Torneigs de Grand Slam

### Dobles mixts: 1 (0−1)
| Resultat  | Núm. | Any  | Torneig | Parella               | Oponents                    | Marcador         |
| --------- | ---- | ---- | ------- | --------------------- | --------------------------- | ---------------- |
| Finalista | 1.   | 2015 | US Open | Bethanie Mattek-Sands | Martina Hingis Leander Paes | 4−6, 6−3, [7−10] |

## Biografia
Va estudiar a l'institut Thousand Oaks High School de San Francisco i es va graduar l'any 2006. Va rebre ofertes per estudiar a la Universitat del Sud de Califòrnia i seguir formant-se com a tennista, i també a la Universitat d'Arizona per jugar a beisbol, però va declinar aquestes opcions per iniciar la seva carrera tennística professional.
Es va casar amb la model Abby Dixon el 9 de juny de 2018 a Fort Pierce, Florida.
Després de la seva retirada va començar a jugar a pickleball també professionalment dins l'equip Atlanta Bouncers.

## Palmarès

### Individual: 20 (10−10)
| Llegenda (pre/post 2009)                                 |
| -------------------------------------------------------- |
| Grand Slams (0−0)                                        |
| Tennis Masters Cup / ATP Finals (0−0)                    |
| ATP Masters Series / ATP World Tour Masters 1000 (0−0)   |
| ATP International Series Gold / ATP World Tour 500 (2−0) |
| ATP International Series / ATP World Tour 250 (8−10)     |

| Títols per superfície |
| --------------------- |
| Dura (8−4)            |
| Gespa (1−4)           |
| Terra batuda (1−2)    |

| Resultat  | Núm. | Data                 | Torneig                    | Superfície   | Oponent               | Marcador            |
| --------- | ---- | -------------------- | -------------------------- | ------------ | --------------------- | ------------------- |
| Guanyador | 1.   | 9 de març de 2008    | Las Vegas, Estats Units    | Dura         | Kevin Anderson        | 4−6, 6−3, 6−4       |
| Finalista | 1.   | 17 de gener de 2009  | Auckland, Nova Zelanda     | Dura         | Juan Martín del Potro | 4−6, 4−6            |
| Finalista | 2.   | 12 de juliol de 2009 | Newport, Estats Units      | Gespa        | Rajeev Ram            | 7−6(3), 5−7, 3−6    |
| Finalista | 3.   | 26 de juliol de 2009 | Indianapolis, Estats Units | Dura         | Robby Ginepri         | 2−6, 4−6            |
| Guanyador | 2.   | 2 d'agost de 2009    | Los Angeles, Estats Units  | Dura         | Carsten Ball          | 6−4, 3−6, 6−1       |
| Finalista | 4.   | 29 d'agost de 2009   | New Haven, Estats Units    | Dura         | Fernando Verdasco     | 4−6, 6−7(6)         |
| Guanyador | 3.   | 21 de febrer de 2010 | Memphis, Estats Units      | Dura (i)     | John Isner            | 6−7(3), 7−6(5), 6−3 |
| Finalista | 5.   | 11 d'abril de 2010   | Houston, Estats Units      | Terra batuda | Juan Ignacio Chela    | 7−5, 4−6, 3−6       |
| Guanyador | 4.   | 9 de maig de 2010    | Belgrad, Sèrbia            | Terra batuda | John Isner            | 3−6, 7−6(4), 6−4    |
| Guanyador | 5.   | 13 de juny de 2010   | Londres, Regne Unit        | Gespa        | Mardy Fish            | 7−6(3), 7−5         |
| Guanyador | 6.   | 1 d'agost de 2010    | Los Angeles (2)            | Dura         | Andy Murray           | 5−7, 7−6(2), 6−3    |
| Guanyador | 7.   | 29 de juliol de 2009 | Los Angeles (3)            | Dura         | Ričardas Berankis     | 6−0, 6−2            |
| Finalista | 7.   | 12 d'abril de 2015   | Houston (2)                | Terra batuda | Jack Sock             | 6−7(9), 6−7(2)      |
| Finalista | 7.   | 27 de juny de 2015   | Nottingham, Regne Unit     | Gespa        | Denis Istomin         | 6−7(1), 6−7(6)      |
| Guanyador | 8.   | 21 de febrer de 2016 | Delray Beach, Estats Units | Dura         | Rajeev Ram            | 6−4, 7−6(6)         |
| Guanyador | 9.   | 4 de març de 2017    | Acapulco, Mèxic            | Dura         | Rafael Nadal          | 6−3, 7−6(3)         |
| Guanyador | 10.  | 6 d'agost de 2017    | Los Cabos, Mèxic           | Dura         | Thanasi Kokkinakis    | 6−3, 3−6, 6−2       |
| Finalista | 8.   | 18 de febrer de 2018 | Nova York, Estats Units    | Dura (i)     | Kevin Anderson        | 6−4, 3−6, 6−7(1)    |
| Finalista | 9.   | 29 de juny de 2019   | Eastbourne, Regne Unit     | Gespa        | Taylor Fritz          | 3−6, 4−6            |
| Finalista | 10.  | 26 de juny de 2021   | Mallorca, Espanya          | Gespa        | Daniïl Medvédev       | 4−6, 2−6            |

### Dobles masculins: 13 (5−8)
| Llegenda (pre/post 2009)                                 |
| -------------------------------------------------------- |
| Grand Slams (0−0)                                        |
| Tennis Masters Cup / ATP Finals (0−0)                    |
| ATP Masters Series / ATP World Tour Masters 1000 (1−2)   |
| ATP International Series Gold / ATP World Tour 500 (1−2) |
| ATP International Series / ATP World Tour 250 (3−4)      |

| Títols per superfície |
| --------------------- |
| Dura (2−5)            |
| Gespa (0−0)           |
| Terra batuda (3−3)    |

| Resultat  | Núm. | Data                 | Torneig                     | Superfície   | Parella           | Oponents                              | Marcador               |
| --------- | ---- | -------------------- | --------------------------- | ------------ | ----------------- | ------------------------------------- | ---------------------- |
| Guanyador | 1.   | 14 d'agost de 2010   | San Jose, Estats Units      | Dura (i)     | Mardy Fish        | Benjamin Becker Leonardo Mayer        | 7−6(3), 7−5            |
| Guanyador | 2.   | 21 de febrer de 2010 | Memphis, Estats Units       | Dura (i)     | John Isner        | Ross Hutchins Jordan Kerr             | 6−4, 6−4               |
| Finalista | 1.   | 2 de maig de 2010    | Roma, Itàlia                | Terra batuda | John Isner        | Bob Bryan Mike Bryan                  | 2−6, 3−6               |
| Finalista | 2.   | 10 d'abril de 2011   | Houston, Estats Units       | Terra batuda | John Isner        | Bob Bryan Mike Bryan                  | 7−6(4), 2−6, [5−10]    |
| Guanyador | 3.   | 15 de maig de 2011   | Roma                        | Terra batuda | John Isner        | Mardy Fish Andy Roddick               | Renúncia               |
| Finalista | 3.   | 18 de març de 2012   | Indian Wells, Estats Units  | Dura         | John Isner        | Marc López Rafael Nadal               | 2−6, 6−7(3)            |
| Guanyador | 4.   | 15 d'abril de 2012   | Houston                     | Terra batuda | James Blake       | Treat Huey Dominic Inglot             | 7−6(14), 6−4           |
| Finalista | 4.   | 5 d'agost de 2012    | Washington DC, Estats Units | Dura         | Kevin Anderson    | Treat Huey Dominic Inglot             | 6−7(7), 7−6(9), [5−10] |
| Finalista | 5.   | 27 de juliol de 2014 | Atlanta, Estats Units       | Dura         | Steve Johnson     | Vasek Pospisil Jack Sock              | 3−6, 7−5, [5−10]       |
| Finalista | 6.   | 21 de maig de 2016   | Memphis                     | Dura (i)     | Steve Johnson     | Mariusz Fyrstenberg Santiago González | 4−6, 4−6               |
| Guanyador | 5.   | 21 de maig de 2016   | Ginebra, Suïssa             | Terra batuda | Steve Johnson     | Raven Klaasen Rajeev Ram              | 6−4, 6−1               |
| Finalista | 7.   | 8 de gener de 2017   | Brisbane, Austràlia         | Dura         | Gilles Müller     | Thanasi Kokkinakis Jordan Thompson    | 6−7(7), 4−6            |
| Finalista | 8.   | 29 d'octubre de 2017 | Viena, Àustria              | Dura (i)     | Marcelo Demoliner | Rohan Bopanna Pablo Cuevas            | 6−7(7), 7−6(4), [9−11] |

### Dobles mixts: 1 (0−1)
| Resultat  | Núm. | Data                   | Torneig               | Superfície | Parella               | Oponents                    | Marcador         |
| --------- | ---- | ---------------------- | --------------------- | ---------- | --------------------- | --------------------------- | ---------------- |
| Finalista | 1.   | 13 de setembre de 2015 | US Open, Estats Units | Dura       | Bethanie Mattek-Sands | Martina Hingis Leander Paes | 4−6, 6−3, [7−10] |

## Trajectòria

### Individual
| Open d'Austràlia | A           | A           | 3R          | 3R    | 1R          | 1R          | 1R          | 2R    | 3R          | 3R          | 1R          | 1R    | 3R          | 2R          | 1R          | 3R          | 1R   | 1R   | 0 / 16    | 14 − 16   |
| Roland Garros | A           | A           | 1R          | 1R    | 1R          | 1R          | 2R          | 1R    | 3R          | 2R          | 1R          | 1R    | 1R          | 2R          | A           | 1R          | 1R   | Q1   | 0 / 14    | 5 − 14    |
| Wimbledon | A           | A           | 1R          | 1R    | 2R          | 4R          | A           | 3R    | 1R          | 2R          | 2R          | QF    | SF          | 3R          | QF          | NC          | 2R   | 1R   | 0 / 14    | 24 − 14   |
| US Open | Q1          | 2R          | 1R          | 4R    | 3R          | 4R          | A           | 3R    | 2R          | 3R          | 1R          | 1R    | QF          | 1R          | 1R          | 1R          | 1R   | 1R   | 0 / 16    | 18 − 16   |
| Jocs Olímpics | No celebrat | No celebrat | No celebrat | 1R    | No celebrat | No celebrat | No celebrat | A     | No celebrat | No celebrat | No celebrat | A     | No celebrat | No celebrat | No celebrat | No celebrat | A    | NC   | 0 / 1     | 0 − 1     |
| Total Victòries−Derrotes                                                                                                   | 0−0         | 6−11        | 19−22       | 28−26 | 41−23       | 39−24       | 12−15       | 37−25 | 27−22       | 28−21       | 20−24       | 28−23 | 36−23       | 24−22       | 24−18       | 3−6         | 9−16 | 4−10 | 385 − 330 | 385 − 330 |
| Rànquing a final d'any | 651         | 130         | 63          | 39    | 25          | 18          | 93          | 22    | 46          | 35          | 59          | 31    | 13          | 51          | 44          | 53          | 108  | 329  |           |           |
| Llegenda: G: Guanyador; F: Finalista; SF: Semifinalista; QF: Quarts de final; Q: Qualificació; A: Absent; RR: Round Robin; |             |             |             |       |             |             |             |       |             |             |             |       |             |             |             |             |      |      |           |           |

### Dobles masculins
| Open d'Austràlia | A    | A   | A    | 1R   | 1R   | 3R    | A    | A     | A    | 1R    | 1R    | 2R    | 3R    | 2R    | SF  | 3R  | 1R    | 2R  | 0 / 11    | 13 − 12   |
| Roland Garros | A    | A   | 1R   | 3R   | 1R   | A     | 1R   | A     | A    | 1R    | 2R    | A     | 2R    | 1R    | A   | 1R  | 1R    | A   | 0 / 10    | 4 − 10    |
| Wimbledon | A    | A   | A    | 1R   | 2R   | A     | A    | 1R    | A    | A     | 2R    | 1R    | 1R    | A     | A   | NC  | A     | 1R  | 0 / 7     | 2 − 7     |
| US Open | 1R   | 1R  | QF   | 1R   | 2R   | A     | A    | 1R    | 1R   | 1R    | SF    | 1R    | A     | A     | 1R  | A   | SF    | 1R  | 0 / 12    | 12 − 13   |
| Total Victòries−Derrotes                                                                                                   | 0−1  | 0−4 | 7−10 | 5−17 | 7−13 | 23−14 | 14−8 | 19−17 | 6−10 | 12−10 | 18−16 | 13−15 | 16−16 | 13−10 | 8−7 | 2−3 | 11−11 | 3−6 | 177 − 188 | 177 − 188 |
| Rànquing a final d'any | 1414 | 838 | 110  | 205  | 152  | 30    | 38   | 45    | 216  | 64    | 38    | 97    | 57    | 72    | 79  | 179 | 79    | 327 |           |           |
| Llegenda: G: Guanyador; F: Finalista; SF: Semifinalista; QF: Quarts de final; Q: Qualificació; A: Absent; RR: Round Robin; |      |     |      |      |      |       |      |       |      |       |       |       |       |       |     |     |       |     |           |           |